# Епископ далматински Никодим (Бусовић)
Никодим Бусовић (Шибеник, 27. децембар 1657 — Крка (манастир), 20. децембар 1707) био је епископ далматински.

## Биографија
За епископа далматинског хиротонисао га је 1693. тадашњи млетачко-далматински епископ Мелентије Тапалдини, чиме је прихватио црквену власт филаделфијског архиепископа који је столовао у Млецима. Из Српске православне цркве критикован је што је прихватио страну хиротонију, али је неколико година касније 1699., ту хиротонију признао и српски патријарх, јер је он, упркос свему, одлучно бранио српско православље од унијаћења, унаприједио црквени живот, обновио Манастир Драговић (1694) и друго.
Доласком новог провидура Далмације Јустина Риве, појачан је притисак на њега и све православне Србе да се потчине католичком бискупу у Сплиту. Тај притисак коме се одупирао Никодим и православни Срби, довео је до побуне Срба у Далмацији. Због свега тога Никодим је прогањан, те се морао склонити на Свету Гору. Након извјесног времена вратио се у Далмацију и умро у Манастиру Крка .